# Спасо-Преображенський кафедральний собор (Овруч)
Спасо-Преображенський собор — православний храм (ПЦУ) в місті Овруч, в минулому кафедральний собор Овруцько-Коростенської єпархії УПЦ (МП).

## Історія
Зведений у 2001 році ліворуч від в'їзду до Овруча з півдня, на місці колишнього єзуїтського костелу, збудованого 1678 року. При закритті в 1773 році ордена єзуїтів костел перейшов у відання уніатського ордену ченців-василіан. З 1831 року став православним, а у 1937 році був знищений радянською владою.

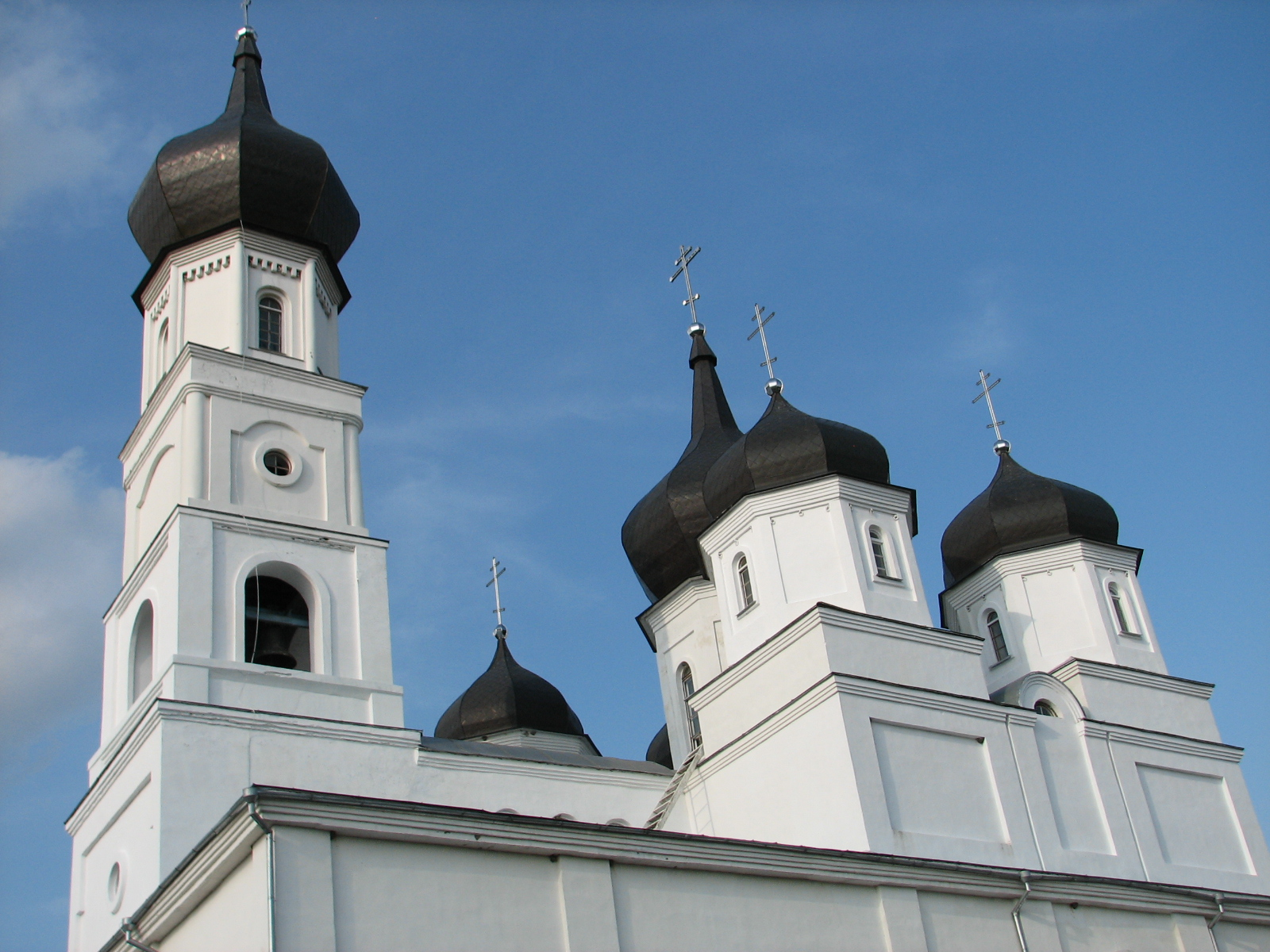
Головна дзвінниця.

Відновлений у новому архітектурному вигляді Спасо-Преображенський храм став кафедральним собором Овруцько-Коростенської єпархії УПЦ (МП). Образ храму відрізняється від колишнього і поєднує мотиви різних стилів давнього зодчества.
Святинею храму є раку з частинкою мощей прмч. Макарія Овруцького, Канівського та Переяславського (Токаревський) († 1678) .

## Престольні свята
- Преображення Господнє — 19 серпня

## Місцезнаходження
- Адреса: Україна, Житомирська обл., М Овруч, вул. Соборна, 18